# Indiavolato
Indiavolato (Bedazzled) è un film commedia del 2000 diretto da Harold Ramis.
Si tratta di un remake del film Il mio amico il diavolo del 1967 di Stanley Donen.

## Trama
New York, 2000. Elliot Richards è un comunissimo uomo di città, solo e sempre preso in giro dalle poche persone che ritiene amiche. È inoltre segretamente innamorato della sua collega Alison Gardner, ma troppo timido per avvicinarla. Una sera, dopo aver fatto una pessima figura nel tentativo di chiederle un appuntamento, afferma di esser disposto a dare anche l'anima al diavolo per fare sì che lei entri nella sua vita. Cogliendo al volo l'occasione, il diavolo, nella forma di una splendida donna, offre a Elliot di esaudire sette suoi desideri in cambio della sua anima. Pur esitando, Elliot firma il contratto e inizia a esprimere i suoi desideri, che però non si avverano mai come avrebbe voluto.
Rimasto con un ultimo desiderio, Elliot decide di confessarsi ad un prete raccontandogli del suo patto; il sacerdote però lo fa arrestare per ubriachezza molesta. Elliot viene quindi incarcerato e si ritrova in cella con un detenuto che, dopo aver sentito la sua storia, gli dice che non può vendere la sua anima poiché non è di sua proprietà, ma appartiene a Dio e che i suoi errori alla fine lo renderanno una persona migliore. Uscito di galera Elliot decide di non esprimere il suo ultimo desiderio, ma il diavolo lo minaccia mostrandogli il suo vero aspetto. Elliot desidera allora che Alison abbia una vita felice. In questo modo, Elliot rompe il contratto col diavolo, avendo espresso un desiderio a favore di un'altra persona.
Libero dal patto, Elliot diventa un uomo più forte e sicuro di sé. Ringrazia comunque il diavolo, definendolo come la migliore amica che abbia mai avuto; decide poi di affrontare i colleghi che lo prendono in giro e di chiedere ad Alison di uscire, venendo ugualmente respinto, dal momento che essa è già fidanzata, ma si riprende molto facilmente dopo aver conosciuto la nuova vicina di casa, molto simile alla donna di cui era innamorato. Alla fine si vedono i due passeggiare per New York, visti dal Diavolo e dal compagno di cella di Elliot, presumibilmente proprio Dio, che stanno giocando a scacchi. Il Diavolo, come sempre, bara e Dio, pur accorgendosene, sorride e non ci dà peso.

### Desideri espressi
In ordine i 7 desideri di Elliot sono:
- Un Big Mac e una Coca grande, che però Elliot dovrà comunque pagare (desiderio espresso prima della firma del contratto ma ritenuto comunque valido dal diavolo);
- Essere sposato con Alison ed essere ricco e potente: Elliot diviene un macho latino con tanto di baffi neri e peli sul petto, ma allo stesso tempo un narcotrafficante colombiano tradito sia dalla moglie (che non lo ama affatto, anzi lo odia), sia dai suoi uomini, che tentano di ucciderlo e da cui si salva a stento;
- Dopo aver scoperto che Alison è alla ricerca di un uomo sensibile, chiede di essere l'uomo emotivamente più sensibile del mondo ed essere amato da Alison: dopo la trasformazione la ragazza, pur amandolo, presto si esaspera poiché Elliot si commuove per ogni minima cosa (come un tramonto) e scappa con alcuni energumeni conosciuti sulla spiaggia, desiderando un uomo più virile;
- Per diventare più virile, chiede di diventare il miglior giocatore dell'NBA: Elliot diventa un campione, ma anche molto stupido e quando Alison lo avvicina negli spogliatoi, lo pianta in asso dopo aver visto il suo minuscolo pene;
- Diventare l'uomo perfetto bello e affascinante, un sofisticato intellettuale, scrittore di successo e pure superdotato: Elliot conquista Alison con le sue parole incantatrici, ma una volta arrivati nell'appartamento di lui si scopre la sua omosessualità, essendo sposato con un uomo;
- Diventare un uomo che ha fatto qualcosa di veramente importante, come il presidente degli Stati Uniti: Elliot diventa l'amato da tutti Abraham Lincoln, ma, ironia della sorte, proprio nella sera del suo omicidio a teatro;
- Come ultimo desiderio, chiede solo che Alison abbia una vita felice.

## Produzione

### Riprese
Le riprese del film, iniziate il 24 gennaio e concluse il 18 aprile del 2000, si sono svolte in California, a Santa Barbara, Long Beach, Malibù e Montecito.

## Distribuzione
Il film è uscito prima nelle sale cinematografiche statunitensi il 17 ottobre 2000, e poi nel resto del mondo fino all'inizio del 2001.

### Distribuzione all'estero[2]
- Canada: 20 ottobre
- Giappone: 30 ottobre
- Argentina: 9 novembre
- Brasile: 10 novembre
- Regno Unito: 10 novembre
- Indonesia: 17 novembre
- Messico: 24 novembre
- Svizzera: 14 dicembre
- Portogallo: 15 dicembre
- Russia: 20 dicembre
- Germania: 18 gennaio 2001
- Spagna: 19 gennaio 2001
- Australia: 25 gennaio 2001
- Israele: 15 febbraio 2001
- Grecia: 16 febbraio 2001
- Francia: 21 febbraio 2001
- Corea del Sud: 24 febbraio 2001
- Sudafrica: 16 marzo 2001
- Italia: 9 novembre 2001
- India: 29 dicembre 2001

### Home video
Del film è stata rilasciata anche una versione Blu-ray e DVD e persino, vista l'epoca, una VHS, il 13 marzo 2001.

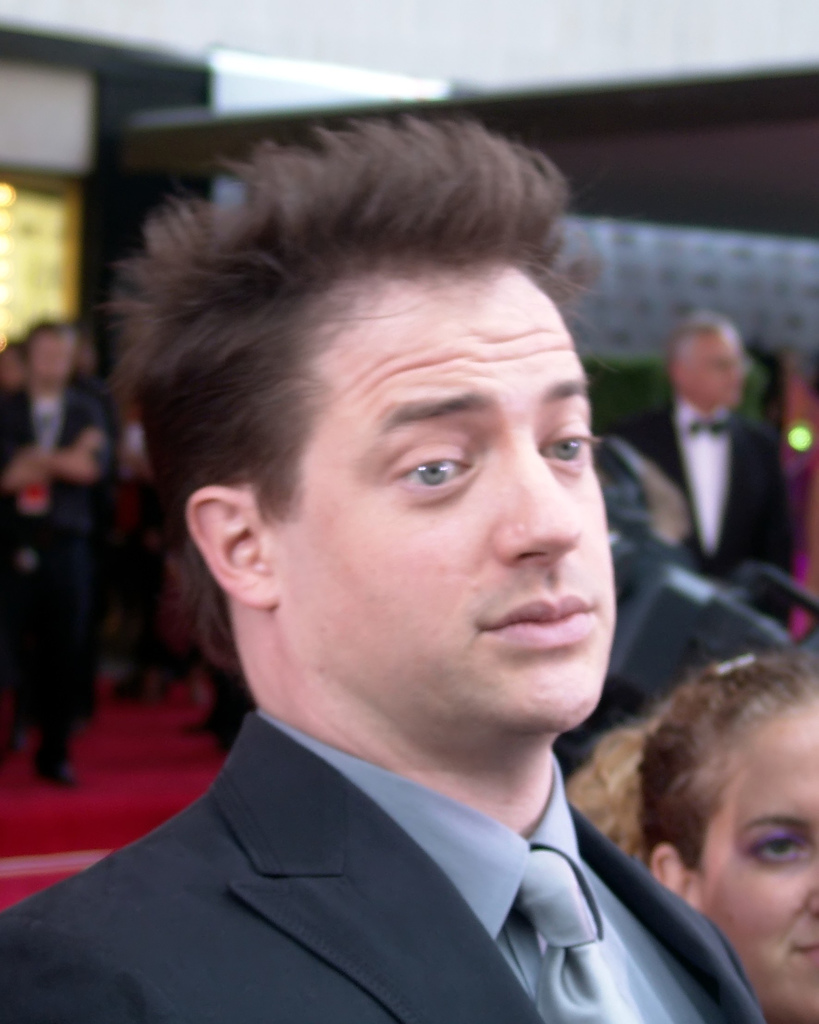
Brendan Fraser durante la premiere del film

## Accoglienza

### Incassi
Guadagnando oltre 37 milioni di dollari solo tra Stati Uniti e Canada ed altri 52 milioni nel resto del mondo, in totale il film ha incassato con successo $ 90,3 milioni, a fronte di un budget di circa 40 milioni di dollari.

### Critica
Il film ha ricevuto recensioni contrastanti dalla critica: per esempio, sul sito web Rotten Tomatoes il film riceve il 50% delle recensioni professionali positive, con un voto medio di 5,6/10, basato su 115 recensioni; il consenso critico del sito riporta "una trama piatta" ma "con contenuti divertenti".
Anche su Metacritic il film ottiene un punteggio di 49 su 100, basato su 34 critiche, indicando "recensioni contrastanti o nella media".
Per il Los Angeles Times, Kenneth Turan ha definito il film "sebbene divertente, anche irregolare, debole e senza un obiettivo preciso, fino a ricadere nel classico film di Hollywood con esplosioni, sparatorie, acrobazie in elicottero, corse in auto ed effetti speciali creati al computer."
Il Chicago Tribune ha descritto il film come "una delusione, peccato per i protagonisti Brendan Fraser e Elizabeth Hurley", così come, dal Chicago Sun-Times, Roger Ebert, assegnando un voto di sole 2 stelle su 5, ha commentato che esso "manca di malvagità: sono già due volte (dopo il film con Winona Ryder Lost Souls - La profezia) che Satana sta perdendo i colpi!".

## Citazioni
- I due cani tenuti al guinzaglio sulla spiaggia dal Diavolo, durante il 3° desiderio di Elliot, si chiamano Dudley e Peter in omaggio a Dudley Moore e Peter Cook, i protagonisti della pellicola del 1967 a cui si ispira il film;
- Il problema che il diavolo illustra alla lavagna alla classe di studenti, poco prima che Elliott esprima il suo quinto desiderio, è un'applicazione del famoso quesito matematico meglio noto come Ultimo teorema di Fermat, elaborato nel 1637 e di una tale difficoltà per cui molti studiosi usavano dire che avrebbero venduto l'anima al Diavolo per risolverlo (proprio come Elliot fa nel film). Il problema è poi stato effettivamente risolto nel 1994 da Andrew Wiles.[10]